# Daniel Bachmann
Daniel Bachmann (Wiener Neustadt, 9 de julio de 1994) es un futbolista austríaco. Juega como portero en el R. C. Deportivo de La Coruña de la Segunda División de España.

## Trayectoria
En 2004 se unió a las categorías inferiores del Admira Wacker. De allí fue al Sturm Graz y posteriormente al Austria Viena, para más tarde ser fichado en 2011 por el Stoke City de la Premier League inglesa en donde estuvo seis temporadas. Posteriormente fichó por el Watford F. C. para la temporada 2017-18.
Tras varios años en el Watford F. C., con el que jugó 139 partidos, el 12 de agosto de 2025 fue cedido con opción de compra al R. C. Deportivo de La Coruña.

## Selección nacional
Fue internacional con las categorías inferiores de Austria y el 2 de junio de 2021 debutó con la selección absoluta en un amistoso ante Inglaterra que perdieron por 1-0.

## Clubes
| Club                                  | País       | Año       |
| ------------------------------------- | ---------- | --------- |
| Stoke City F. C.                      | Inglaterra | 2014-2017 |
| Wrexham A. F. C. (cedido)             | Gales      | 2014-2015 |
| Ross County F. C. (cedido)            | Escocia    | 2015      |
| Bury F. C. (cedido)                   | Inglaterra | 2015-2016 |
| Watford F. C.                         | Inglaterra | 2017-     |
| Kilmarnock F. C. (cedido)             | Escocia    | 2018-2019 |
| R. C. Deportivo de La Coruña (cedido) | España     | 2025-     |